# 크림차크인

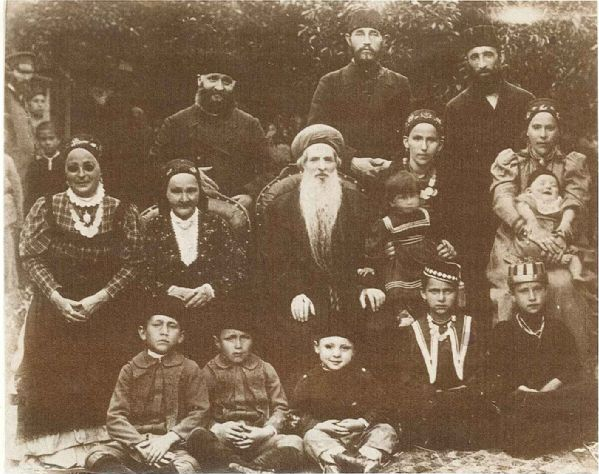
크림차크인 랍비와 그 가족들

크림차크인(우크라이나어: Кримчаки, 러시아어: Крымчаки, 크림차크어: кърымчах, qrımçah)은 크림반도의 유대인 민족종교집단으로서, 전통적으로 튀르크어족 계통의 크림차크어를 사용하고 랍비 유대교를 믿는다. 역사적으로 카라이트 유대교를 믿는 크림 카라임족과 가까이 살았다.
"크림차크"는 러시아인들이 이들을 아슈케나지 유대인이나 러시아 제국 내의 다른 유대인(조지아 유대인 등) 집단과 구분하기 위해 사용한 용어였으나 19세기 후반 크림차크인 자신들에 의해 채택되었다.

## 같이 보기
- 카라이트
- 크림 타타르인
- 러시아 유대인